# Риполи (Фиренца)
Риполи је насеље у Италији у округу Фиренца, региону Тоскана.
Према процени из 2011. у насељу је живело 264 становника. Насеље се налази на надморској висини од 22 м.